# Rio Dell
Rio Dell è una città degli Stati Uniti d'America situata nella Contea di Humboldt, nello Stato della California.